# Crois
Crois is een geslacht van rechtvleugeligen uit de familie Morabidae. De wetenschappelijke naam van dit geslacht is voor het eerst geldig gepubliceerd in 1976 door Key.

## Soorten
Het geslacht Crois  is monotypisch en omvat slechts de volgende soort:
- Crois pinguis (Key, 1976)